# Helenoscoparia
Helenoscoparia is een geslacht van vlinders van de familie grasmotten (Crambidae).

## Soorten
- H. helenensis (Wollaston, 1879)
- H. lucidalis (Walker, 1875)
- H. nigritalis (Walker, 1875)
- H. scintillulalis (Wollaston, 1879)
- H. transversalis (Wollaston, 1879)